# Lasioglossum percingulatum
Lasioglossum percingulatum är en biart som först beskrevs av Rayment 1935.  Lasioglossum percingulatum ingår i släktet smalbin, och familjen vägbin. Inga underarter finns listade i Catalogue of Life.